# Mulaj Hišam
Marocký princ Mulaj Hišam (arabsky الأمير مولاي هشام بن عبد الله‎, * 4. března 1964, Rabat) je bratrancem současného marockého krále Muhammada VI. a synem marockého prince Mulaje Abdalláha, bratra někdejšího krále Hasana II. Je také bratrancem saúdskoarabského prince Al-Valída bin Talála. Podle marocké ústavy stojí Mulaj Hišam na pátém místě v linii následnictví alawitského trůnu.

## Život
V mládí si princ Moulay Hicham vysloužil přezdívku „Rudý princ“ kvůli svým pokrokovým politickým postojům. Od 90. let 20. století se stal otevřeným zastáncem konstituční monarchie v Maroku a nastolení demokracie na Blízkém východě. Tyto kontroverzní postoje ho distancovaly od marockého paláce a předpokládá se, že vyvolaly osobní konflikt s králem Muhammadem VI. a dalšími politickými silami. Částečně z tohoto důvodu si v posledních letech[kdy?] vysloužil novou nálepku „princ rebel“. V roce 2018 veřejně oznámil, že se chce vzdát svého královského titulu a s marockou monarchií oficiálně ukončit styky. V hojně sledovaném rozhovoru pro arabskou stanici BBC v lednu 2019 princ vyjádřil naději, že ačkoli by marocká monarchie nakonec mohla přistoupit ke smysluplným demokratickým reformám, přál by si, aby jeho role byla spíše rolí obhájce vzdělanosti než politického činitele.
Princ Moulay Hicham pravidelně přednáší o lidských právech, demokratických reformách a sociálních hnutích na veřejných fórech po celém světě, mimo jiné na Univerzitě v Malaze, na HEC v Paříži, na Univerzitě Urbana-Champaign v Illinois, na Northwestern University, na Univerzitě Tufts, na Kalifornské univerzitě v Berkeley, na Kolumbijské univerzitě, na Harvardově univerzitě a na Yaleově univerzitě, ale také ve významných médiích, jako jsou BBC News a France 24. Od 90. let 20. století také publikoval řadu esejí o politických reformách, demokracii, náboženství, kultuře a rozvoji na Blízkém východě v anglických, francouzských a arabských časopisech a novinách. V letech 2007–14 působil jako konzultant v Centru pro demokracii, rozvoj a právní stát na Stanfordově univerzitě. Od roku 2018 působí na Harvardově univerzitě jako výzkumný pracovník Weatherheadova centra. V lednu 2023 byl Hicham Moulay vyloučen z Tuniska, když tam přijel uspořádat konferenci organizovanou arabským vydáním francouzského měsíčníku Le Monde Diplomatique.

## Osobní život
Jako člen marocké královské rodiny vyrůstal princ Mulaj Hišam v královské rezidenci v Rabatu spolu se svým bratrem a bratranci, včetně současného krále Mohameda VI. Navštěvoval Rabat American School a v roce 1985 absolvoval na Princetonské univerzitě s bakalářským titulem. Protože jeho otec Mulaj Abdalláh zemřel v době jeho vysokoškolských studií, navázal princ blízký vztah s králem Hassanem. Později navštěvoval postgraduální studium na Stanfordově univerzitě, kde v roce 1997 získal titul M.A. v oboru politologie. Mnohé z těchto událostí jsou popsány v jeho pamětech Journal d'un Prince Banni, které vyšly v dubnu 2014 za značných kontroverzí.

## Vyznamenání
- Portugalsko: velkodůstojník Řádu prince Jindřicha[20]